# Ferguson (Kentucky)
Ferguson é uma cidade localizada no estado americano de Kentucky, no Condado de Pulaski.

## Demografia
Segundo o censo americano de 2000, a sua população era de 881 habitantes.
Em 2006, foi estimada uma população de 920, um aumento de 39 (4.4%).

## Geografia
De acordo com o United States Census Bureau tem uma área de
4,5 km², dos quais 4,5 km² cobertos por terra e 0,0 km² cobertos por água.

## Localidades na vizinhança
O diagrama seguinte representa as localidades num raio de 36 km ao redor de Ferguson.